# Xã Belgrade, Quận Washington, Missouri
Xã Belgrade (tiếng Anh: Belgrade Township) là một xã thuộc quận Washington, tiểu bang Missouri, Hoa Kỳ. Năm 2010, dân số của xã này là 1.226 người.